# Roland Lében
Björn Roland Leben, född 11 maj 1946 i Sundsvalls, är en svensk transportsäljare och kristdemokratisk politiker, som mellan 1991 och 1994 var riksdagsledamot för Kristdemokraterna i Värmlands läns valkrets.